# 脑细胞
脑细胞是构成脑的多种细胞的通称。脑细胞主要包括神经元和神经胶质细胞。
神经元负责处理和储存与脑功能相关的信息。神经元是特异化的，具有放电功能的一种细胞类型。神经元之间形成称为突触的相互连接，构成复杂的神经网络。
神经胶质细胞起到支持作用，其已知的主要功能包括形成神经元轴突外的髓鞘，神经元养分供应和新陈代谢，参与脑中的信号转导等。
脑内其它的细胞类型包括形成脑血管的上皮细胞。